# Marianne Vos
Marianne Vos   ('s-Hertogenbosch, 13 de maig de 1987) és una ciclista neerlandesa professional des del 2006 i actualment a l'equip Team Jumbo-Visma. Competeix en ciclocròs, ruta, pista i gravel, modalitats en les quals ha estat campiona del món en múltiples ocasions (8 cops en ciclocròs i 3 en ruta). També ha obtingut dues medalles d'or en els Jocs Olímpics (2008 i 2012) i una altra de plata (2024) i és considerada una de les millors ciclistes de la seva època.

## Palmarès en ruta
- 2004
  -  Campiona del món júnior en ruta
- 2005
  - 1a a l'Omloop van Borsele
- 2006
  -  Campiona del Món en ruta
  - Campiona d'Europa en ruta sub-23
  -  Campiona dels Països Baixos en ruta
  - 1a al Tour féminin en Limousin i vencedora de 2 etapes
  - 1a a l'Omloop van Borsele
  - Vencedora d'una etapa a la Gracia Orlová
  - Vencedora d'una etapa al Trofeu d'Or
  - Vencedora d'una etapa a l'Emakumeen Bira
- 2007
  - 1a a la Copa del món
  - Campiona d'Europa en ruta sub-23
  - 1a a la Classificació del Calendari de l'UCI
  - 1a a l'Omloop van Borsele
  - 1a al Holland Hills Classic
  - 1a a la Fletxa Valona femenina
  - 1a a la Volta a Nuremberg
  - 1a a la Ronde van Gelderland
  - 1a al Giro de San Marino i vencedora de 3 etapes
  - 1a a la Ster Zeeuwsche Eilanden i vencedora de 2 etapes
  - 1a al 7-Dorpenomloop van Aalburg
  - 1a a l'Acht van Chaam
  - Vencedora de 4 etapes del Tour de l'Aude
  - Vencedora de 2 etapes a l'Emakumeen Bira
  - Vencedora de 2 etapes al Holland Ladies Tour
  - Vencedora d'una etapa al Giro d'Itàlia
- 2008
  -  Campiona dels Països Baixos en ruta
  - 1a a la Classificació del Calendari de l'UCI
  - 1a a la Gracia Orlová i vencedora de 3 etapes
  - 1a a la Fletxa Valona femenina
  - 1a a l'Emakumeen Euskal Bira i vencedora de 4 etapes
  - 1a al Gran Premi de Dottignies
  - 1a a la Parel van de Veluwe
  - 1a a la Volta a Occident i vencedora de 3 etapes
  - 1a al Gran Premi de Santa Ana
  - Vencedora de 3 etapes de la Volta a El Salvador
  - Vencedora d'una etapa al Giro de Toscana-Memorial Michela Fanini
  - Vencedora de 2 etapes al Tour de Feminin-Krásná Lípa
- 2009
  - 1a a la Copa del món
  -  Campiona dels Països Baixos en ruta
  - 1a a la Classificació del Calendari de l'UCI
  - 1a al Holland Hills Classic
  - 1a a la Fletxa Valona femenina
  - 1a al 7-Dorpenomloop van Aalburg
  - 1a al Holland Ladies Tour
  - 1a al Trofeu Alfredo Binda
  - 1a a la Novilon Euregio Cup
  - 1a a l'Open de Suède Vårgårda
  - 1a a l'Acht van Chaam
  - Vencedora d'una etapa a la Gracia Orlová
  - Vencedora de 3 etapes del Tour de l'Aude
  - Vencedora d'una etapa a la Volta a Turíngia
  - Vencedora de 3 etapes del Tour de Bretanya
  - Vencedora de 2 etapes al Giro de Toscana-Memorial Michela Fanini
  - Vencedora d'una etapa al Gran Bucle
- 2010
  - 1a a la Copa del món
  -  Campiona dels Països Baixos en contrarellotge
  - 1a a la Classificació del Calendari de l'UCI
  - 1a a la Gracia Orlová i vencedora de 3 etapes
  - 1a al 7-Dorpenomloop van Aalburg
  - 1a al Holland Ladies Tour i vencedora de 2 etapes
  - 1a al Trofeu Alfredo Binda
  - 1a a la Durango-Durango Emakumeen Saria
  - 1a a la Parel van de Veluwe
  - Vencedora d'una etapa al Tour de l'Aude
  - Vencedora de 2 etapes a l'Emakumeen Euskal Bira
  - Vencedora de 2 etapes al Giro d'Itàlia
  - Vencedora de 2 etapes a la Ruta de França
  - Vencedora d'una etapa al Giro de Toscana-Memorial Michela Fanini
  - 1a a l'Omloop der Kempen
- 2011
  -  Campiona dels Països Baixos en ruta
  -  Campiona dels Països Baixos en contrarellotge
  - 1a a la Classificació del Calendari de l'UCI
  - 1a al Parkhotel Rooding Classic
  - 1a a la Fletxa Valona femenina
  - 1a a la Ster Zeeuwsche Eilanden i vencedora de 2 etapes
  - 1a al 7-Dorpenomloop van Aalburg
  - 1a a l'Emakumeen Euskal Bira i vencedora de 3 etapes
  - 1a al Profile Ladies Tour i vencedora de 3 etapes
  - 1a al Giro d'Itàlia i vencedora de 5 etapes
  - 1a a l'Univé Tour de Drenthe
  - 1a a la Durango-Durango Emakumeen Saria
  - 1a al Gran Premi de la Vila de Valladolid
  - 1a a la Drentse 8 van Dwingeloo
  - 1a al Gran Premi Elsy Jacobs
  - 1a al Gran Premi Nicolas Frantz
  - 1a a la Gooik-Geraardsbergen-Gooik
  - 1a a l'Acht van Chaam
  - Vencedora de 2 etapes a l'Energiewacht Tour
  - Vencedora d'una etapa al Trofeu d'Or
  - 1a a l'Omloop der Kempen
- 2012
  -  Medalla d'or als Jocs Olímpics de Londres en Ruta
  -  Campiona del Món en ruta
  - 1a a la Classificació del Calendari de l'UCI
  - 1a a la Copa del món
  - 1a al BrainWash Ladies Tour i vencedora de 2 etapes
  - 1a al Giro d'Itàlia i vencedora de 5 etapes
  - 1a a l'Univé Tour de Drenthe
  - 1a al Trofeu Alfredo Binda
  - 1a a la Novilon Euregio Cup
  - 1a al Gran Premi Elsy Jacobs i vencedora d'una etapa
  - 1a al Tour féminin en Limousin i vencedora de 2 etapes
  - 1a al Gran Premi de Plouay
- 2013
  -  Campiona del Món en ruta
  - 1a a la Copa del món
  - 1a a la Fletxa Valona femenina
  - 1a al 7-Dorpenomloop van Aalburg
  - 1a al Tour de Flandes
  - 1a a l'Univé Tour de Drenthe
  - 1a a l'Open de Suède Vårgårda
  - 1a a la Durango-Durango Emakumeen Saria
  - 1a a la Drentse 8 van Dwingeloo
  - 1a al Gran Premi Elsy Jacobs i vencedora d'una etapa
  - 1a al Gran Premi de Plouay
  - 1a al Trofeu d'Or i vencedora de 3 etapes
  - Vencedora de 3 etapes del Giro d'Itàlia
  - Vencedora de 3 etapes del Giro de Toscana-Memorial Michela Fanini
  - Vencedora d'una etapa a l'Emakumeen Euskal Bira
- 2014
  - 1a al Giro d'Itàlia i vencedora de 4 etapes
  - 1a al The Women's Tour i vencedora de 3 etapes
  - 1a al 7-Dorpenomloop van Aalburg
  - 1a a la Gooik-Geraardsbergen-Gooik
  - 1a a la Durango-Durango Emakumeen Saria
  - 1a a La course by Le Tour de France
  - 1a al Sparkassen Giro Bochum
  - 1a a l'Acht van Chaam
  - 1a al 94.7 Cycle Challenge
  - Vencedora de 2 etapes al Gran Premi Elsy Jacobs
  - Vencedora de 2 etapes a l'Emakumeen Euskal Bira
  - Vencedora de 2 etapes al Ladies Tour of Norway
  - Vencedora d'una etapa al Boels Ladies Tour
- 2016
  - 1a al 7-Dorpenomloop van Aalburg
  - 1a a l'Acht van Chaam
  - 1a al Pajot Hills Classic
  - Vencedora d'una etapa a la Volta a Califòrnia
  - Vencedora d'una etapa al The Women's Tour
  - Vencedora de 3 etapes a la Volta a Turíngia
  - Vencedora d'una etapa al Lotto Belgium Tour
- 2017
  -  Campiona d'Europa en Ruta
  - 1a al Trofeu Maarten Wynants
  - 1a al 7-Dorpenomloop van Aalburg
  - 1a a la Gooik-Geraardsbergen-Gooik
  - 1a al BeNe Ladies Tour i vencedora de 2 etapes
  - 1a al Ladies Tour of Norway
  - Vencedora d'una etapa a la Volta a Bèlgica
- 2018
  - Vencedora d'una etapa al Giro d'Itàlia
  - 1r al Ladies Tour of Norway i vencedora de 3 etapes
  - 1r al BeNe Ladies Tour i vencedora d'una etapa
  - 1r a l'Open de Suède Vårgårda
- 2019
  -  1a a la general de l'UCI Women's WorldTour
  - 1a al Tour de Yorkshire i vencedora d'una etapa
  - 1a al Ladies Tour of Norway i vencedora de 3 etapes
  - 1a al Tour de l'Ardecha i vencedora de 5 etapes
  - 1a al Trofeu Alfredo Binda-Comune di Cittiglio
  - 1a a La Course by Le Tour de France
  - Vencedora de 4 etapes al Giro d'Itàlia
  - Vencedora d'una etapa a The Women's Tour
- 2020
  - Vencedora de 3 etapes al Giro d'Itàlia
- 2021
  - 1a a la Gant-Wevelgem
  - 1a a l'Amstel Gold Race
  - Vencedora de 2 etapes al Giro d'Itàlia
  - Vencedora de 3 etapes al Holland Ladies Tour
- 2022
  - Vencedora de dues etapes al Giro d'Itàlia
  - Vencedora de dues etapes al Tour de France Femmes
  - Vencedora de quatre etapes al Tour d'Escandinàvia femení
- 2023
  - Vencedora de dues etapes a la Volta a Espanya
- 2024
  -  Medalla d'argent en ruta als Jocs Olímpics
  - 1a a l'Omloop Het Nieuwsblad
  - 1a a l'A través de Flandes
  - 1a a l'Amstel Gold Race
  - Vencedora de dues etapes a la Volta a Espanya
  - 1a a la Volta a Catalunya i vencedora d'una etapa
  -  Guanyadora de la classificació per punts del Tour de França Femmes
- 2025
  - Vencedora de dues etapes a la Vuelta a Espanya
  - Vencedora d'una etapa al Tour de France Femmes

### Resultats a les Grans Voltes

#### Resultats al Tour de l'Aude
- 2007: 6a posició, vencedora de les etapes 1, 3, 4 i 7.
- 2009: 3a posició, vencedora de la classificació per punts, vencedora de la classificació de joves i vencedora de les etapes 4, 7 i 8.
- 2010: 8a posició, vencedora de la 8a etapa.

#### Resultats al Giro d'Itàlia
- 2007: 12a posició,  vencedora de la classificació per punts i vencedora de la 2a etapa.
- 2010: 7a posició,  vencedora de la classificació per punts, vencedora de la classificació de joves i vencedora de les etapes 5 i 6.
- 2011:  Vencedora de la classificació general,  vencedora de la classificació per punts,  guanyadora de la classificació de la muntanya, vencedora de les etapes 1, 3, 6, 7 i 9.
- 2012:  Vencedora de la classificació general,  vencedora de la classificació per punts, vencedora de les etapes 1, 2, 4, 7 i 8.
- 2013: 6a posició,  vencedora de la classificació per punts, vencedora de les etapes 3, 4 i 7.
- 2014:  Vencedora de la classificació general,  vencedora de la classificació per punts, vencedora de les etapes 1, 4, 5 i 7.
- 2018: no surt a la 9a etapa, vencedora de la 8a etapa.
- 2019: 20a posició, vencedora de les etapes 2, 3, 7 i 10.
- 2020: 11a posició,  vencedora de la classificació per punts i vencedora de les etapes 3, 5 i 6.
- 2021: no surt a la 9a etapa, vencedora de les etapes 3 i 7.
- 2022: no surt a la 7a etapa, vencedora de les etapes 3 i 5.
- 2023: 48a posició.
- 2025: no surt a la 7a etapa.

#### Resultats al Tour de França
- 2022: 26a posició,  guanyadora de la classificació per punts, guanyadora del premi a la combativitat i vencedora de les etapes 2 i 6.
- 2023: abandona a la 7a etapa.
- 2024: 31a posició,  guanyadora de la classificació per punts
- 2025: 37a posició i vencedora de la 1a etapa

#### Resultats a la Volta a Espanya
- 2023: 26a posició,  guanyadora de la classificació per punts i vencedora de les etapes 3 i 4.
- 2024: 24a posició,  guanyadora de la classificació per punts i vencedora de les etapes 3 i 7.
- 2025: 40a posició,  guanyadora de la classificació per punts i vencedora de les etapes 2 i 6.

## Palmarès en pista
- 2008
  -  Medalla d'or als Jocs Olímpics del 2008 en Puntuació
  -  Campiona del Món en Puntuació
- 2011
  -  Campiona del Món en Scratch

### Resultats a laCopa del Món
- 2007-2008
  - 1r a Pequín, en Puntuació
  - 1r a Pequín i Copenhaguen, en Scratch

## Palmarès en ciclocròs
- 2005-2006
  -  Campiona del món en ciclocròs
  -  Campiona d'Europa en ciclocròs
- 2008-2009
  -  Campiona del món en ciclocròs
- 2009-2010
  -  Campiona del món en ciclocròs
  -  Campiona d'Europa en ciclocròs
- 2010-2011
  -  Campiona del món en ciclocròs
  -  Campiona dels Països Baixos en ciclocròs
- 2011-2012
  -  Campiona del món en ciclocròs
  -  Campiona dels Països Baixos en ciclocròs
- 2012-2013
  -  Campiona del món en ciclocròs
  -  Campiona dels Països Baixos en ciclocròs
- 2013-2014
  -  Campiona del món en ciclocròs
  -  Campiona dels Països Baixos en ciclocròs
- 2016-2017
  -  Campiona dels Països Baixos en ciclocròs
- 2018-2019
  - Campiona de la Copa del Món
- 2021-2022
  -  Campiona del món en ciclocròs
  -  Campiona dels Països Baixos en ciclocròs

## Palmarès en gravel
- 2024
  -  Campiona del món en gravel